# تاريخ الاضطرابات النفسية

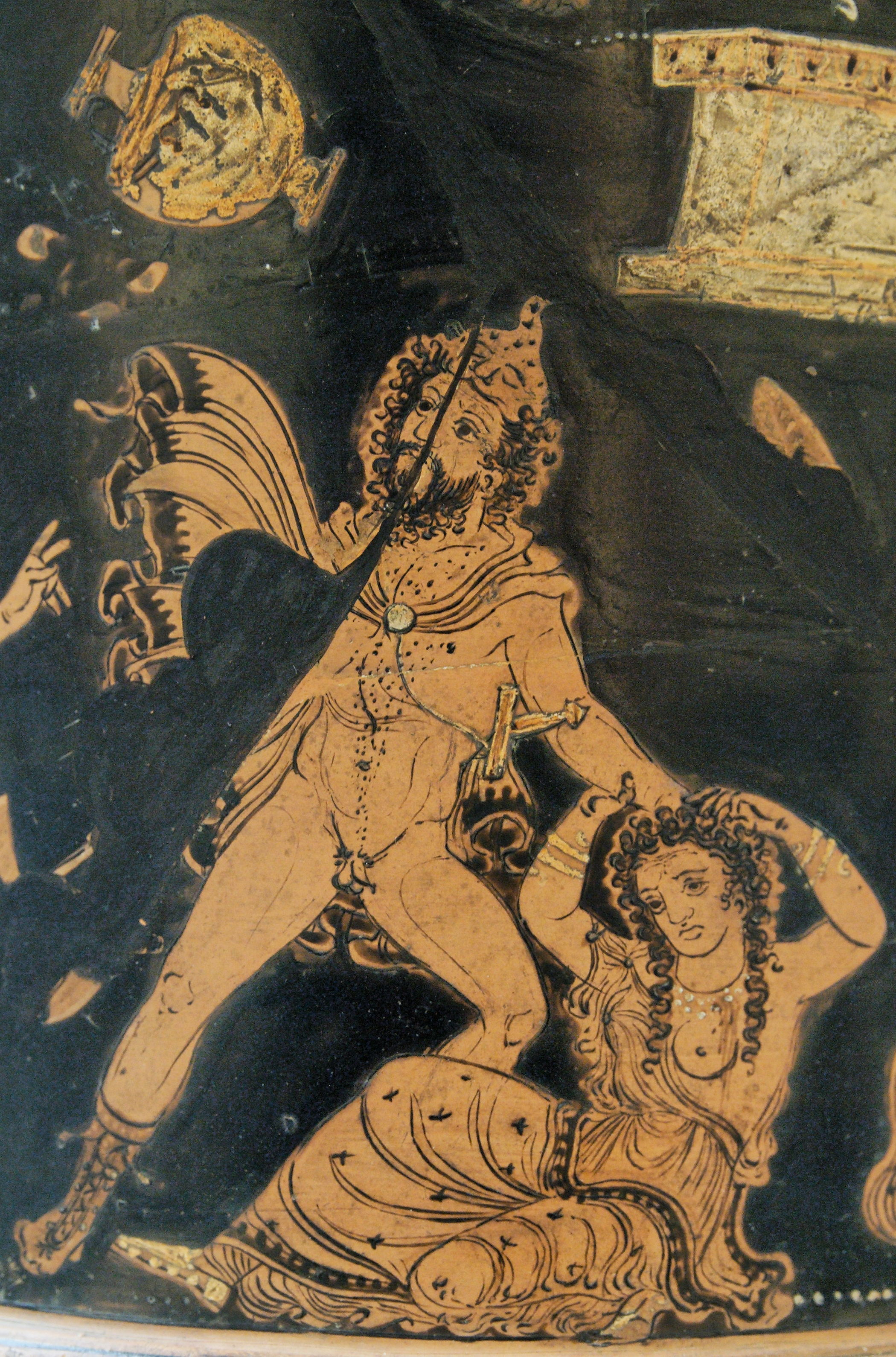
ليكرجوس وهو يعتدي على زوجته بعدما قاده ديونيسوس للغضب.

فُسرت الاضطرابات النفسية على مدار التاريخ استنادًا إلى ثلاثة نماذج، وهي: النموذج الخارق للطبيعة، والنموذج الحيوي، والنموذج النفسي. اُعتبرت السلوكيات المنحرفة في معظم عصور التاريخ ذات طبيعة خارقة وانعكاس للصراع بين الخير والشر. إذ كان الإنسان يعتقد قديمًا أن التصرفات اللاعقلانية التي ليس لها تفسير والاضطراب والمعاناة سببها الشر. في الواقع، كانت جميع الاضطرابات العقلية والجسدية تُعزى لفعل الشيطان في الإمبراطورية الفارسية في الفترة 550-330 ق.م. بحث الإنسان عن الأسباب المادية للعلل النفسية على مدار التاريخ، ومن أهم علماء الطب النفسي في العصور القديمة أبقراط الذي اكتشف أن الزهري مرض جسدي ولذا كان من أوائل المؤيدين لفكرة الأصل الحيوي للاضطرابات النفسية. مهد هذا النهج إلى طرق إعادة التأهيل النفسي الحديثة التي تسعى للوصول لأسباب العلل النفسية بالتركيز على العوامل الاجتماعية والثقافية والسيكولوجية. كتب الفلاسفة البارزين مثل أفلاطون وأرسطو عن أهمية النزوات والأحلام، وبذلك ترقبوا نشوء مجالات علوم الإدراك والتحليل النفسي التي طُورت لاحقًا، وكانوا أول من يدافع عن فكرة معاملة من يعاني من اضطرابات نفسية بطريقة إنسانية ومسؤولة.

## العصور القديمة
ثمة أدلة أثرية على نقب الجمجمة قرابة عام 6500 ق. م.

### بلاد الرافدين
عُرفت العلل النفسية جيدًا في بلاد الرافدين القديمة حيث كان يُعتقد أن الأمراض والاضطرابات النفسية سببها آلهة محددة. عُرفت الأمراض النفسية بأنها «أيادي» الآلهة، وذلك لأن الأيادي كانت ترمز للسيطرة على الأشخاص. ورغم ذلك وُصفت تلك الأمراض النفسية بطريقة مبهمة للغاية لدرجة أنه من المستحيل تحديد أي من تلك الأمراض النفسية تناظر ما نعرفه حاليًا بالمصطلحات الحديثة. احتفظ أطباء بلاد الرافدين بسجلات مفصلة عن هلوسات مرضاهم وحددوا لها معانٍ روحانية. فكان من يهلوس برؤيته كلبًا فمصيره المتوقع هو الموت، ومن يرى غزالًا فسوف يُشفى من مرضه. اشتهرت عائلة عيلام الملكية بإصابة أفرادها بتلك الهلوسات بصفة متكررة. عُزي ضعف الانتصاب حينها للعلل النفسية.

### مصر
وُجدت بضعة ملاحظات محدودة تعود لمصر القديمة في بردية إبيرس تصف تأثير العقل أو القلب على حالات التركيز والانتباه والمحنة العاطفية. فُسرت بعضها لاحقًا وعُرفت بالهيستيريا والكآبة. استعان المصريون القدماء ببعض العلاجات الجسدية مثل وضع سوائل الجسم مع إلقاء التعاويذ. ومن المحتمل أن المهلوسات كانت جزءًا من طقوس العلاج. اُتخذت المعابد الدينية مآوٍ روحية للعلاج عن طريق استحثاث الحالة الذهنية المتقبلة لتسهيل النوم وتفسير الأحلام.

### الصين
يعود أقدم سجل معروف للأمراض النفسية في الصين إلى عام 1100 ق. م. عُولجت الاضطرابات النفسية وفقًا لأساليب الطب الصيني التقليدي باستخدام الأعشاب أو الوخز بالإبر أو الجلسات العاطفية. وصف كتاب «القانون الباطني للإمبراطور الأصفر» أعراض الأمراض النفسية وآلياتها وطرق علاجها، مؤكدًا على الصلة التي تربط بين الأعضاء الجسدية والعاطفة. اعتقد الصينيون القدماء بدور المس الشيطاني في نشوء الأمراض النفسية في تلك الفترة، واعتقدوا بأن الأماكن التي تكثر فيها النوبات العاطفية مثل دار الجنائز بوسعها أن تخترق دفاعات الجسم وتسمح للأرواح بالاستحواذ على أجسام الناس. اُعتبرت الصدمة النفسية أيضًا سببًا للعاطفة القوية، وبالتالي فهي محفز محتمل للأمراض النفسية نظرًا لقدرتها على اختراق دفاعات الجسم والاستحواذ عليه. طبقًا للمنظور الفلسفي الصيني، تمثل الأمراض النفسية اختلالًا في التوازن بين الين واليانغ لأن الصحة المثالية تنبع من الاتزان مع الطبيعة.

## العصور الوسطى

### الشرق الأوسط
انخرط علماء العرب والفرس في ترجمة النصوص والمفاهيم اليونانية وتحليلها. ومع توسع العالم الإسلامي ضُمت المفاهيم اليونانية إلى الفكر الديني، ومعر مرور الزمن طُورت أفكار ومفاهيم جديدة. تناقش النصوص العربية من تلك الفترة الكآبة والهوس والهلوسة والأوهام وغيرها من الاضطرابات النفسية. رُبطت الاضطرابات النفسية بصفة عامة بفقدان العقل، ووصفت الكتابات صلة المخ بالاضطرابات النفسية، والمعنى الروحي أو الباطني للاضطرابات. كتب العلماء في تلك الفترة عن القلق والغضب والعدوانية والحزن والاكتئاب والهوس.
كتب بعض المفكرين في تلك الفترة عن الاضطرابات النفسية واقترحوا علاجًا لها، مثل: البلخي، والرازي، والفارابي، وابن سينا، والأهوازي، وأبو قاسم الزهراوي، وابن رشد، ونجيب الدين السمرقندي.
اعتقد البعض أن سبب الاضطرابات النفسية هو مس الجن التي ينتمي بعضها للجن الأخيار وبعضها الآخر شبيهة بالشياطين. عُولج بعض المرضى النفسيين بالضرب لطرد الجني من جسم المريض. اندمجت المعتقدات الإسلامية في كثير من الأحيان مع التقاليد المحلية. ففي المغرب مثلًا اعتقد الأمازيغ بوجود الأرواح، وكان مفهوم السحر جزءًا لا يتجزأ من علاج الأمراض النفسية. امتزجت تلك الأفكار مع مفهوم الجن الإسلامي، وكان علماء الدين من يقومون بهذا النوع من العلاج جامعين بذلك دور رجل الدين والحكيم والعراف والساحر.
أُسس أول بيمارستان في بغداد في القرن التاسع، وأُسست غيرها من المستشفيات في أنحاء العالم العربي في القرون التالية. احتوت بعضها على عنابر مُخصصة لرعاية المرضى النفسيين الذين عانى بعضهم من أمراض منهكة أو أظهر سلوكًا عدوانيًا. وفي القرون اللاحقة أدى العالم الإسلامي دور محطة معرفية نقدية لأوروبا في عصر النهضة عن طريق ترجمة النصوص العلمية المكتوبة بالعربية إلى اللاتينية. أضحت موسوعة «القانون في الطب» التي كتبها ابن سينا بالإضافة إلى أعمال أبقراط وغالين مراجع العلوم الطبية في أوروبا لعدة قرون. وفي عام 1377 نُقل المخبولون من مستشفى ستون هاوس إلى مستشفى بيت لحم الملكي في لندن، وهو من بين أوائل المصحات النفسية.

## العصر الحديث

### أوروبا والأمريكيتان

#### من القرن السادس عشر إلى الثامن عشر
كان بعض المرضى النفسيين من ضحايا مطاردة الساحرات التي انتشرت كالموج في أوروبا في العصر الحديث المبكر. ولاحقًا أضحى من يُحكم عليهم بالجنون يدخلون إلى ديار العمل أو بيوت الفقراء أو السجون (لا سيما المجانين الفقراء)، وكان بعضهم يذهب إلى مصحات الأمراض العقلية الخاصة الجديدة. قُيد المرضى النفسيين المضطربين بشدة وأولئك الذين يشكلون خطرًا على أنفسهم أو على غيرهم أو على الممتلكات، واُحتجزوا قسرًا. ومن المرجح أن الفئة الأخيرة من المرضى النفسيين ظهرت بسبب ترتيبات الإقامة المخصصة للأفراد، حيث كانت المصحات النفسية المتاحة قليلة جدًا وكانت تسع لعدد صغير من الأفراد، ولاحقًا توسعت تدريجيًا (ارتفع عددها في لندن على سبيل المثال من 16 في عام 1774 إلى 40 بحلول 1819). وبحلول منتصف القرن التاسع عشر كانت كل مصحة من تلك المصحات تسع عددًا يتراوح من 400 إلى 500 نزيل. ارتبط تطور شبكة المصحات النفسية بالعلاقات الاجتماعية الجديدة واقتصاد الخدمات الرأسمالية، ما يعني أن العائلات لم تعد قادرة أو مستعدة لرعاية الأقارب المضطربين نفسيًا.
صُورت ظاهرة الجنون في الأعمال الأدبية مثل مسرحيات شكسبير.
اعتبارًا من نهاية القرن السابع عشر حتى عصر النهضة، أضحى الناس يعتبرون الجنون ظاهرة ذات طبيعة حيوية فيزيائية وليست متعلقة بالأرواح أو المسؤولية الأخلاقية. نظر الناس للمرضى النفسيين عادةً على أنهم حيوانات جامحة بليدة الإحساس. اعتبر الناس أن المعاملة القاسية وتقييد المرضى بالسلاسل نوع من أنواع العلاج لكبح الأهواء الحيوانية عند هؤلاء المرضى. كانت المصحات النفسية تهتم في ذلك الوقت بالتحكم في بيئة المرضى، مثل عاداتهم الغذائية ونظام التمارين الرياضية وعدد الزوار. اُستعملت أساليب علاجية قاسية مثل تلك التي كانت تُستعمل في العصور الوسطى. افتخر بعض ملاك المصحات النفسية ببراعتهم في استخدام الأسواط. اتسمت المعاملة في بعض المصحات النفسية العامة بالوحشية، لا يضاهيها في القسوة سوى السجون. ومن أشهر تلك المصحات مستشفى بيت لحم الملكية التي سمحت في أحد المرات للزوار بالتفرج على النزلاء بغرض التسلية مقابل قرش واحد.